# Crescent City (Kalifornien)
Crescent City ist eine Kleinstadt in Nordkalifornien und der County Seat des Del Norte Countys. Der Ort liegt direkt am Pazifischen Ozean. Die Stadt wurde 1851 von Goldsuchern gegründet und hatte bei der Volkszählung im Jahr 2020 insgesamt 6673 Einwohner.
Die Grenze zum Bundesstaat Oregon liegt 30 Kilometer nördlich. Der U.S. Highway 101 führt auf seinem Weg von Olympia im US-Bundesstaat Washington bis zur mexikanischen Grenze direkt durch die Stadt.
Der Ortsteil „Crescent City North“ wurde 2010 eingemeindet. Direkt angrenzend an Crescent City sind:
- im Südosten Bertsch-Oceanview, mit 2436 Einwohnern die zweitgrößte Stadt im County;
- im Nordosten weitläufige bewohnte Vororte auf gemeindefreiem Gebiet;
- im Nordwesten der Regionalflughafen Del Norte County Airport;
- im Westen und Süden der Pazifische Ozean.

Das Gefängnis Pelican Bay State Prison mit über 3000 Insassen befindet sich etwa 10 Kilometer nördlich vom Stadtzentrum und außerhalb des bewohnten Gebietes.

## Verkehr
Der Del Norte County Regional Airport befindet sich 3 km nordwestlich der Stadt.

## Besondere Ereignisse
Am 30. Juli 1865 lief der Passagierdampfer Brother Jonathan etwa vier Meilen vor Crescent City auf einen bis dahin nicht verzeichneten Unterwasserfelsen und sank innerhalb kurzer Zeit. Nur 19 der 244 Personen an Bord konnten sich retten. Die 225 Todesopfer stellten das bis dahin schwerste Schiffsunglück an der amerikanischen Pazifikküste dar. Das an Bord befindliche Gold löste in der Folge zahlreiche Bergungsversuche aus.

### Tsunamis
Aufgrund verschiedener Faktoren ist die Bucht, an der die Stadt liegt, die anfälligste für Flutwellen in den gesamten USA. Ein untermeerischer Gebirgsrücken, die Mendocino Bruchzone (Mendocino Fracture Zone), lenkt die Tsunamis in die Bucht. Und die Form der Bucht fokussiert Wellen wie eine Linse, sodass sich Tsunamis auftürmen, während am Nachbarstrand alles ruhig bleibt. In der Vergangenheit kam dies bereits mehrfach vor, wie nachfolgende Fälle darstellen:
- Am 28. März 1964 richtete der größte Tsunami in der Geschichte der Continental United States als Folge des Karfreitagsbebens riesige Schäden in der Stadt an. Die Flutwelle wurde durch ein Erdbeben vor der Küste Alaskas ausgelöst; hierdurch kamen elf Menschen ums Leben.

- Am 15. November 2006 verursachte eine kleinere Tsunamiwelle größeren Sachschaden an den Hafenanlagen. Der Tsunami wurde durch ein Seebeben im Pazifik ausgelöst.

- Beim Tōhoku-Erdbeben 2011 war die Wellenhöhe in Crescent City mit 2 bis 2,5 Meter besonders hoch. Zahlreiche Boote sanken und alle Docks wurden zerstört.[3]

## Tourismus
Der Leuchtturm von Crescent City kann nur bei Ebbe über einen Fußweg erreicht werden. Der Redwood-Nationalpark, bekannt für Küstenmammutbäume und mit den höchsten Bäumen der Welt beginnt unmittelbar südlich und südöstlich der Stadt, das Besucherzentrum des Parks mit Museum liegt im Stadtzentrum. Ungewöhnlich ist die große Zahl an Robben und See-Elefanten, die sich im Hafen aufhalten, und die schon von weitem zu hören sind.

## Bildungswesen
Del Norte High School ist die einzige öffentliche Oberschule in Crescent City.
Die Bess Maxwell Grundschule ist die ältere der zwei Grundschulen der Stadt. In ihrer früheren Jahren war es eine K-6 Schule.
Die Crescent Elk Middle School ist die älteste Schule der Stadt, es war ursprünglich eine K-8 Schule.